# Абрахамссон, Хенокк
Хе́нокк Абраха́мссон (швед. Henock Abrahamsson; 29 октября 1909, Lundby church parish — 23 апреля 1958, Гётеборг) — шведский футбольный вратарь, участник чемпионата мира 1938 года.

## Карьера
В 1930-е годы выступал за шведский клуб «Горда».
Играл за сборную на чемпионате мира 1938 года, в дебютной встрече против сборной Кубы отразил пенальти, пробитый Томасом Фернандесом, что позволило шведам всухую победить кубинцев — 8:0. В последующих двух встречах Абрахамссон пропустил 9 мячей от сильных сборных Венгрии и Бразилии, в результате чего шведская команда стала на турнире четвёртой.
После чемпионата мира Хенокк также участвовал в чемпионате Скандинавии в играх против Дании и Финляндии, а позже провёл товарищеский матч против сборной Чехословакии. Всего за 6 игр сборной Абрахамссон пропустил 17 мячей.
| Матчи и пропущенные голы Хенокка Абрахамссона за сборную Швеции | Матчи и пропущенные голы Хенокка Абрахамссона за сборную Швеции | Матчи и пропущенные голы Хенокка Абрахамссона за сборную Швеции | Матчи и пропущенные голы Хенокка Абрахамссона за сборную Швеции | Матчи и пропущенные голы Хенокка Абрахамссона за сборную Швеции | Матчи и пропущенные голы Хенокка Абрахамссона за сборную Швеции | Матчи и пропущенные голы Хенокка Абрахамссона за сборную Швеции |
| №                                                               | Дата                                                            | Место проведения                                                | Соперник                                                        | Счёт                                                            | Голы                                                            | Соревнование                                                    |
| --------------------------------------------------------------- | --------------------------------------------------------------- | --------------------------------------------------------------- | --------------------------------------------------------------- | --------------------------------------------------------------- | --------------------------------------------------------------- | --------------------------------------------------------------- |
| 1                                                               | 12 июня 1938                                                    | Антиб, Франция                                                  | Куба                                                            | 8:0                                                             | -                                                               | Чемпионат мира по футболу 1938                                  |
| 2                                                               | 16 июня 1938                                                    | Париж, Франция                                                  | Венгрия                                                         | 1:5                                                             | 5                                                               | Чемпионат мира по футболу 1938                                  |
| 3                                                               | 19 июня 1938                                                    | Бордо, Франция                                                  | Бразилия                                                        | 2:4                                                             | 4                                                               | Чемпионат мира по футболу 1938                                  |
| 4                                                               | 21 июня 1938                                                    | Копенгаген, Дания                                               | Дания                                                           | 1:0                                                             | -                                                               | Чемпионат Скандинавии 1937-47                                   |
| 5                                                               | 4 июля 1938                                                     | Хельсинки, Финляндия                                            | Финляндия                                                       | 4:2                                                             | 2                                                               | Чемпионат Скандинавии 1937-47                                   |
| 6                                                               | 7 августа 1938                                                  | Стокгольм, Швеция                                               | Чехословакия                                                    | 2:6                                                             | 6                                                               | Товарищеский матч                                               |

Итого: 6 матчей / 17 пропущенных голов; 3 победы, 0 ничьих, 3 поражения.